# Nemonoxacin
Nemonoxacin là một kháng sinh quinolone không chứa nhóm fluoride đang được thử nghiệm lâm sàng. Thuốc có cơ chế hoạt động tương tự như fluouroquinolone;  có tác dụng ức chế DNA gyrase, ngăn chặn sự tổng hợp DNA, sao chép gen và phân chia tế bào. Vào cuối năm 2016, thuốc đã có mặt tại thị trường tại Đài Loan, Nga, Cộng đồng các quốc gia độc lập (Commonwealth of Independent States), Thổ Nhĩ Kỳ, Trung Quốc đại lục, và Mỹ Latinh  với biệt dược Taigexyn. Nemonoxacin đã hoàn thành thử nghiệm giai đoạn 2 ở Hoa Kỳ và đã chuyển sang thử nghiệm giai đoạn 3. Cục quản lý Thực phẩm và Dược phẩm Hoa Kỳ (FDA) đã cấp nemonoxacin là thuốc điều trị nhiễm trùng đạt tiêu chuẩn (QIDP) và theo dõi nhanh định danh cho Viêm phổi mắc phải tại cộng đồng (CAP) và các bệnh nhiễm trùng da và cấu trúc da do vi khuẩn cấp tính (ABSSSI).
Nemonoxacin có phổ hoạt tính rộng đối với các mầm bệnh Gram dương, Gram âm và không điển hình, bao gồm cả hoạt tính chống Staphylococcus aureus kháng methicillin (MRSA) (MIC90 = 1 g/ml) và mầm bệnh kháng vancomycin. Tuy nhiên, thuốc ít tác dụng hơn với các mầm bệnh gram âm như Escherichia coli, Proteus mirabilis và Pseudomonas aeruginosa, với các giá trị MIC90 tương ứng là 32, 16 và 32 g/ml. Loại thuốc mới này cũng có hiệu quả đối với các chủng C.difficile có khả năng kháng các quinolone khác, và mạnh hơn levofloxacin hoặc moxifloxacin.